# Piedra libre
Piedra libre és una pel·lícula argentina dirigida per Leopoldo Torre Nilsson, escrita al costat de Rodolfo Mórtola, basada en un conte de Beatriz Guido i protagonitzada per Marilina Ross i Juan José Camero. La mateixa es va estrenar el 16 de setembre de 1976 i seria l'última que Torre Nilsson dirigiria i completaria en la seva carrera, abans de morir en 1978. Va ser l'última pel·lícula en què va actuar Mecha Ortiz.

## Argument
Eugenia, una noia adolescent, filla d'actors ambulants, a la mort accidental dels seus pares accepta viure a la hisenda Las Amalias amb una antiga companya d'escola, Amalita, i la seva àvia, Amàlia, on viurà enmig d'un ambient misteriós dominat per la hipocresia i la repressió sexual. Amalita, que té relacions amb el majordom i queda embarassada, i quan es casa amb Ezequiel desapareix. Amalia aleshores decideix deixar-la com a hereva i és festejada per Ezequiel.

## Repartiment
| Personatge        | Actor o actriu           |
| ----------------- | ------------------------ |
| Eugenia Alonso    | Marilina Ross            |
| Ezequiel Labourdé | Juan José Camero         |
| Amalia Pradere    | Luisina Brando (Amalita) |
| Amalia Pradere    | Mecha Ortiz (de gran)    |
| Mercedes Alonso   | Flora Steinberg          |
| Vicente           | Enrique Alonso           |
| Plácido Alonso    | Francisco de Paula       |
| Esposa de Vicente | Adriana Parets           |
| Carancho          | Jorge Petraglia          |
| Tío Tordo         | Walter Soubrié           |

## Producció
Fou rodada al castell de Pando Carabassa de Buenos Aires també es van rodar escenes en Mar del Plata, Necochea i San Fernando. S'havia d'estrenar l'abril de 1976, però fou prohibida per les autoritats cinematogràfiques perquè contenia "atacs contra la família, la moral i les diferents classes socials, la tradició i altres valors bàsics del sistema de vida", i a més "per l'esperit pervers i negatiu que campeja a tota la pel·lícula, per la seva temàtica absurda i les variades situacions inaudites". Tanmateix, fou estrenada el setembre de 1976 per una decisió del Tribunal Suprem.